# برویک
برویک (به انگلیسی: Berwick, Nova Scotia) یک شهرک در کانادا است که در کینگز کانتی واقع شده‌است.

## خصوصیات
برویک ۶٫۸۰ کیلومترمربع مساحت و ۲٬۴۵۴ نفر جمعیت دارد و ۴۳ متر بالاتر از سطح دریا واقع شده‌است.